# Microcreagris grandis
Espèce
Microcreagris grandis est une espèce de pseudoscorpions de la famille des Neobisiidae.

## Distribution
Cette espèce est endémique du Nevada aux États-Unis. Elle se rencontre dans le comté de White Pine dans le parc national du Grand Bassin dans les grottes Lehman Caves.

## Description
Le mâle holotype mesure 5,49 mm.
La femelle décrit par Muchmore en 1969 mesure 6,63 mm.

## Publication originale
- Muchmore, 1962 : A new cavernicolous pseudoscorpion  belonging to the genus Microcreagris. Postilla, vol. 70, p. 1-6 (texte intégral).